# Helmut Zacharias

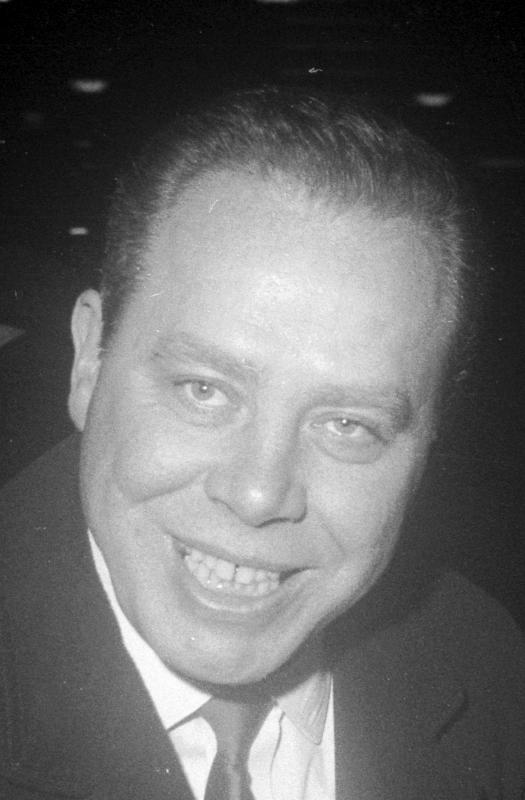
Helmut Zacharias

Helmut Zacharias, född 27 januari 1920 i Berlin, Tyskland, död 28 februari 2002 i Tessin, Schweiz var en tysk violinist.
Zacharias började spela fiol vid fyra års ålder. Vid sex års ålder medverkade han i kabarén "Faun" i Berlin och fem år senare gjorde han sin radiodebut.
Under 1950-talet ansågs Zacharias vara en av Europas främsta jazz-violinister och han har under sin karriär spelat med många andra berömda musiker, bl.a. Yehudi Menuhin.
1968-1973 hade Zacharias en egen TV-show.
I Sverige hade Helmut Zacharias stora framgångar 1960 med sin inspelning av Gotländsk sommarnatt. Skivan nåddesom bäst plats 7 på branschtidningen Show Business försäljningslista, där den tillbringade fyra månader (1/4-1/8)